# Гундобин, Николай Петрович
Никола́й Петро́вич Гундо́бин (30 ноября 1860, Шуя, Владимирская губерния — 15 сентября 1908, Санкт-Петербург) — потомственный дворянин в первом поколении, действительный статский советник. Один из первых российских детских врачей — основоположников петербургской педиатрической школы, доктор медицины, ординарный профессор кафедры детских болезней Императорской Военно-медицинской академии. Один из учредителей, а затем член совета Союза борьбы с детской смертностью в России. Входил в число организаторов благотворительной организации для детей и кормящих матерей — «Капля молока».

## Биография
Родился в провинциальном городе Шуя, в купеческой семье Петра Ильича Гундобина (1837—1871), принадлежавшего к древнему муромскому роду купцов Гундобиных и его жены — купеческой дочери Екатерины Николаевны ур. Григорьевской. Пётр Ильич отличался весьма разносторонними интересами, в том числе коллекционированием русских древностей. Он собрал обширную коллекцию древних русских монет, книг, оружия, кубков, блюд, крестов, рукописей на церковнославянском языке. В период 1859—1871 гг. П. И. Гундобин передал в Императорскую Публичную библиотеку более 2000 книг, карт, рукописей, планов и эстампов, включая такие раритеты, как 123 рукописи XVIII — XIX веков.
Начальное образование Н. П. Гундобин получил дома, после чего в возрасте 14 лет был определён во 2-ю Петербургскую гимназию, которую и окончил с золотой медалью в 1880 году. Тогда же поступил на медицинский факультет Императорского Московского университета. Деканом медицинского факультета в те годы был известный хирург, профессор Н. В. Склифосовский. Н. П. Гундобина же увлекла педиатрия, лекции по которой читали профессора Н. А. Тольский и Н. Ф. Филатов.
С завершением медицинского образования и получением звания лекаря, в 1885 году Н. П. Гундобин был принят сверхштатным ординатором детской клиники профессора Н. А. Тольского при Императорском Московском университете. Здесь он опубликовал свои первые научные работы: «Место сердечного толчка у детей», «Блуждающая печень и подвижная селезёнка», «О промывании желудка в терапии грудных детей». В 1888 году для выполнения диссертационного исследования на степень доктора медицины Николай Петрович переехал в Санкт-Петербург, где получил предложение занять должность врача-педиатра при Министерстве иностранных дел. Одновременно под руководством приват-доцента Н. В. Ускова в стенах Императорской Военно-медицинской академии Н. П. Гундобин осуществил диссертационное исследование на тему: «Строение кишечника у детей». Это оказалось первой отечественной работой, выполненной в «возрастном» аспекте и в тесной связи с физиологией желудочно-кишечного тракта. Строение кишечника Н. П. Гундобин рассматривал с точки зрения его морфологического и функционального созревания в процессе роста и развития ребёнка.
Защита диссертации состоялась в 1891 году, а уже на следующий год вышла монография Н. П. Гундобина — «О морфологии и патологии крови у детей». В ней впервые в мировой практике Николай Петрович показал различия между кровью новорожденных детей, детей грудного и старшего возраста в условиях нормы и при ряде патологических состояний. Современная детская гематология рассматривает монографию Н. П. Гундобина как первую в этой специальности.
В своих работах Н. П. Гундобин первым постарался провести анатомо-физиологические параллели между пищеварительным трактом и кровью, показав их единство в возрастном аспекте и обнаружив при этом как структурно-функциональные, так и причинно-следственные связи между двумя, на первый взгляд, независимыми системами.
В 1892 году Н. П. Гундобин занял должность приват-доцента кафедры детских болезней Императорской Военно-медицинской академии, руководимой профессором Николаем Ивановичем Быстровым. Под его руководством он проработал до 1896 году, когда Н. И. Быстров оставил кафедру.

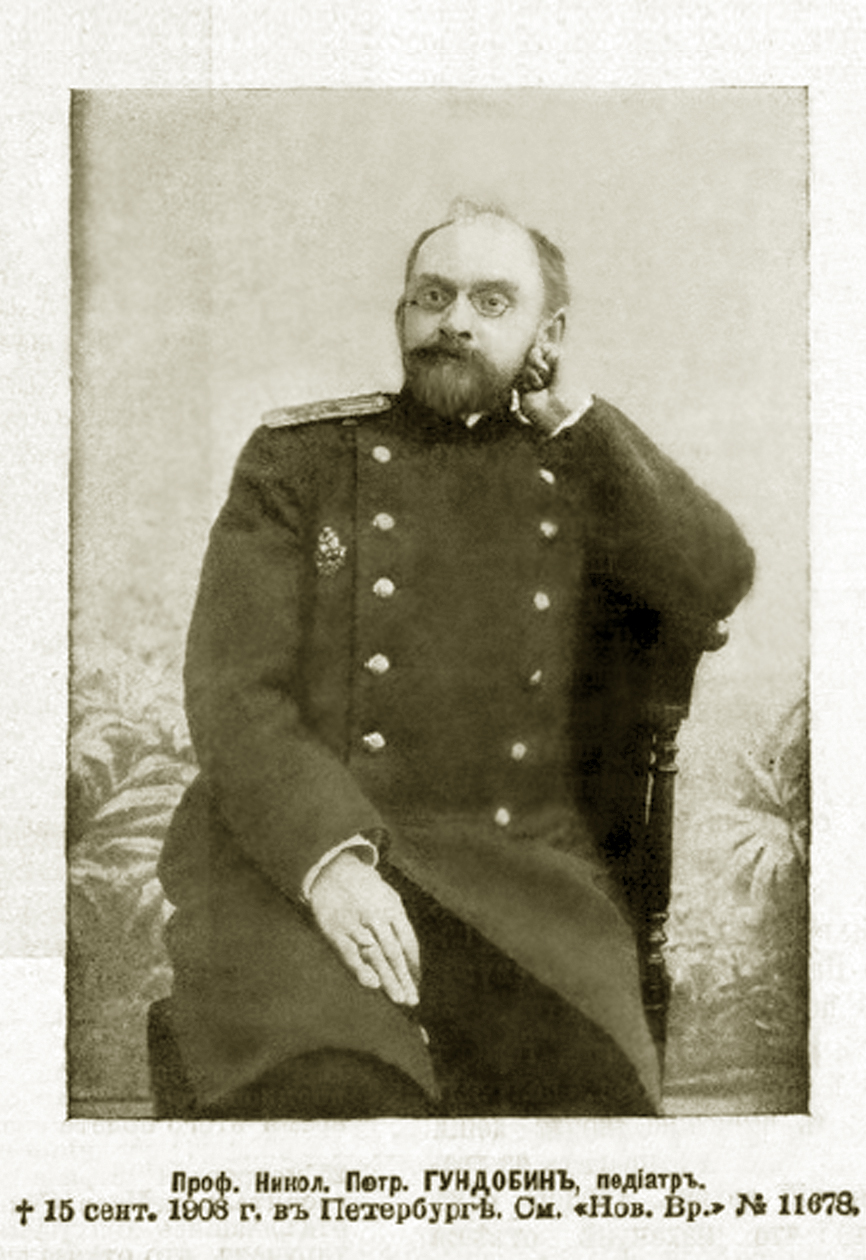
Н. П. Гундобин. Снимок опубликован в иллюстрированном приложении к Новому Времени № 11683 от 20.09.1908 г. по случаю смерти профессора.

28 ноября 1897 году профессором и заведующим кафедрой детских болезней Военно-медицинской академии был избран Н. П. Гундобин. Одновременно он заменил Н. И. Быстрова и на должности начальника детским отделением Михайловской клинической больницы баронета Я. В. Виллие. Оказавшись руководителем кафедры и клиники, Н. П. Гундобин настойчиво претворял в жизнь идею необходимости постоянно учитывать возрастные анатомо-физиологические особенности организма на всех этапах диагностики, лечения и профилактики болезней у детей.
С лёгкой руки Н. П. Гундобина изучение анатомо-физиологических особенностей на всех этапах созревания детского организма стало визитной карточкой его кафедры. К разработке этого направления Николаем Петровичем были привлечены многие педиатры. Наиболее видными представителями школы Н. П. Гундобина стали: Э. Э. Гартье, А. Д. Зотов, А. О. Карницкий, И. А. Климов, П. С. Медовиков, А. И. Покровский, П. А. Розанов, Э. Б. Фурман, Н. П. Шеповальников, А. Н. Шкарин.
Опыт работы кафедры детский болезней Военно-медицинской академии в 1906 году Н. П. Гундобин обобщил в своей монументальной монографии «Особенности детского возраста», многие из положений которой не потеряли своей актуальности и в наши дни.
Всего 12 лет, до последнего дня своей жизни Н. П. Гундобин возглавлял кафедру детских болезней Военно-медицинской академии. Он скоропостижно скончался 15 сентября 1908 году в Санкт-Петербурге, пережив своего предшественника на посту руководителя детской клиникой и первой в России педиатрической кафедры профессора Н. И. Быстрова ровно на 2 года, и был похоронен поблизости — на том же Никольском кладбище Александро-Невской лавры.

## Семья
- Жена: Мария Семёновна Гундобина — много лет была председателем Вторых Василеостровских яслей с убежищем для беспризорных детей Общества попечения о бедных и больных детях;
- 1 дочь

## Наследие
- Впервые в мировой науке Н. П. Гундобин обосновал необходимость изучения биохимических и анатомо-физиологических особенностей детского организма на всех этапах его развития[7]. Он показал, что «анатомо-физиологический фундамент» должен стать исходным уровнем в клинической оценке патологии у детей, что позволяет реально определить нозологическую принадлежность и выстроить на этой основе систему лечения и прогноз на ближайшую и отдалённую временную перспективу.
- Под руководством Н. П. Гундобина и при непосредственном его участии осуществлены исследования возрастных особенностей костной, мышечной, нервной, сердечно-сосудистой, дыхательной, мочеполовой, пищеварительной систем, подкожной клетчатки, крови и кроветворных органов, эндокринных желез.
- На кафедре Н. П. Гундобина впервые определены величины возрастной динамики антропометрических показателей, даны научно обоснованные границ периодов детского возраста[8], начаты работы по изучению особенностей течения патологических процессов в различные периоды детства.
- Н. П. Гундобин является основоположником школьной гигиены[9].
- Занимаясь вопросами демографии и детской смертности, Н. П. Гундобин стоял у истоков создания «Союза для борьбы с детской смертностью в России»[10]. Он оказался одним из авторов комплексной программы снижения детской смертости, включавшей как пункты по организации медицинской помощи детям, так и чисто социальные и воспитательные мероприятия.
- Впервые в мире, совместно с Д. А. Соколовым разработал проект отделения (приюта) для выхаживания недоношенных детей.

## Некоторые научные труды
- Гундобин Н. П. Строение кишечника у детей: Диссертация на звание доктора медицины.-М., 1891;
- Гундобин Н. П. О морфологии и патологии крови у детей.-СПб., 1892;
- Гундобин Н. П. Общая и частная терапия болезней детского возраста. -СПб.: Практическая медицина, 1896. — 308 с.;
- Гундобин Н. П. Значение медицины в деле воспитания // Журнал русского общества охраны народного здоровья, 1897, № 2;
- Якобзон Л. Я. Друг матери : Календарь для матерей на 1900-й год / При участии: докторов медицины М. З. Геселевича, И. В. Гессена, доктора В. В. Гориневского и др., Под ред. профессора Детской клиники Императорской Военно-медицинской академии Санкт-Петербурга Н. П. Гундобина изд.: А. Е. Ландау, 1900 г. −308с.
- Якобзон Л. Я. Друг матери : Календарь для матерей на 1901-й год / При участии: П. Н. Бокина, доктора медицины М. З. Геселевича, приват-доцента В. М. Гессена и др., Под ред. профессора Детской клиники Императорской Военно-медицинской академии Санкт-Петербурга Н. П. Гундобина изд.: А. Е. Ландау, 1901 г. −324с.
- Гундобин Н. П. Жизнь ребёнка // Домашний врач: Общедоступная медицинская и гигиеническая библиотека // Бесплатное приложение к журналу «Спутник здоровья». 1901, № 1.
- Гундобин Н. П. О призрении и воспитании молодого поколения. -СПб., 1901;
- Гундобин Н. П. Школьная гигиена.-СПб., 1902;

Брейтман М. Я. О клинической картине детского головномозгового паралича (Paralysis cerebralis infantilis) : Дис. на степ. д-ра мед. М. Я. Брейтмана /Из Клиники детских болезней профессора Н. П. Гундобина. — Санкт-Петербург: тип. В. С. Эттингера, 1902.
- Гундобин Н. П. Домашние меры при лечении ребёнка. // Полезная библиотека: Бесплатное приложение к журналу «Спутник здоровья» . 1903, № 1.
- Гундобин Н. П. Особенности детского возраста. -СПб.: Практическая медицина, 1906. — 480 с.;
- Гундобин Н. П. Детская смертность в России и меры борьбы с нею.- СПб., 1906;
- Гундобин Н. П. Особенности детского возраста.-СПб., 1906;
- Гундобин Н. П. Воспитание и лечение ребёнка до 7-летнего возраста.-СПб., 1907.

## Награды
- орден Святого Станислава 2-й ст. (1901);
- орден Святой Анны 2-й ст. (1903)[11].

## Память

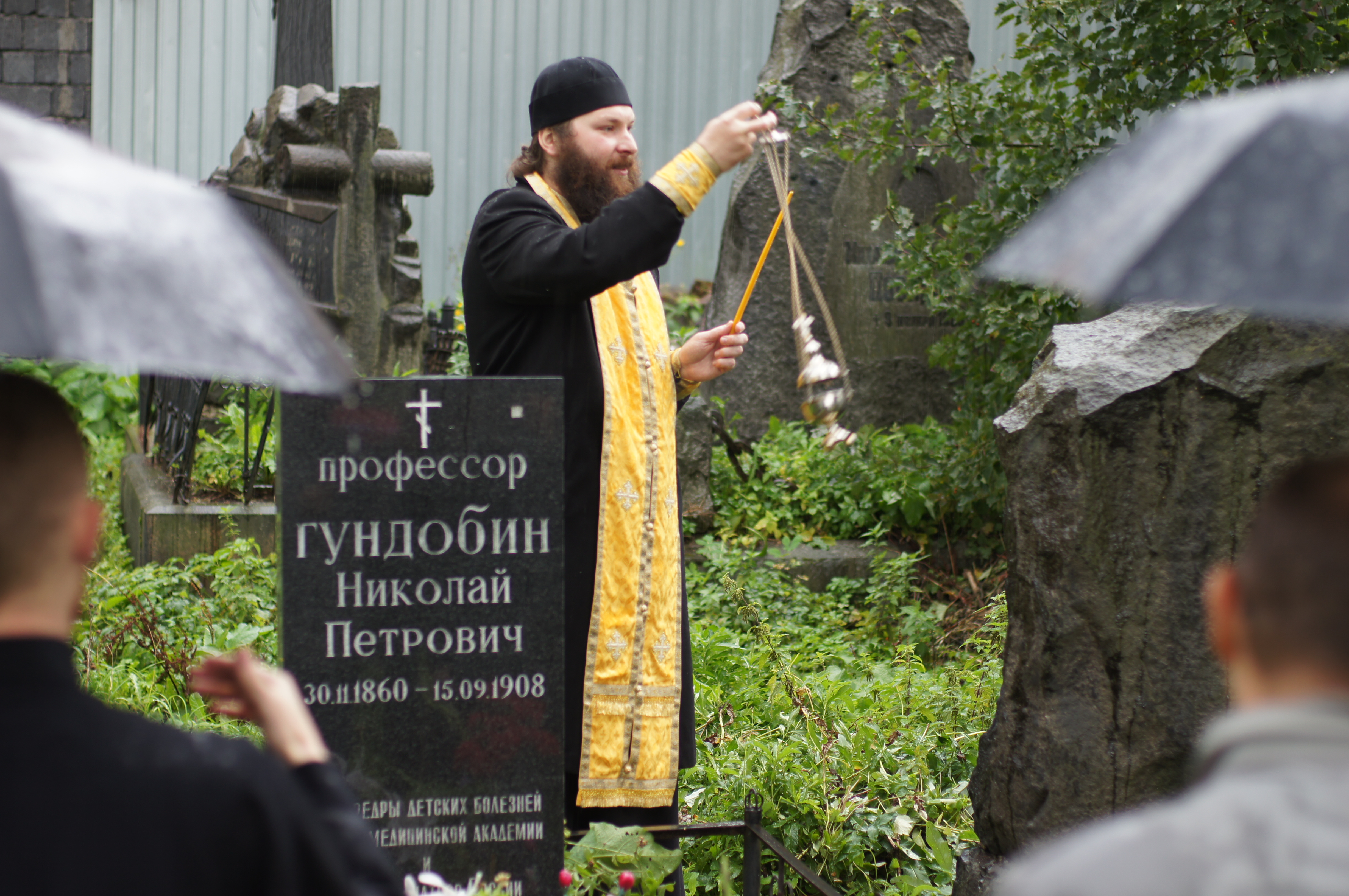
Панихида на могиле проф. Н. П. Гундобина на Никольском кладбище СПб. 14 сентября 2018 г.

Память об одном из основоположников Санк-Петербургской педиатрической школы, профессоре-педиатре Военно-медицинской академии на протяжении более чем столетия сохраняется сотрудниками кафедры детских болезней, которую он возглавлял на стыке XIX и XX вв.